# Permoti Nos
Permoti nos (en español, Nos conmueve) es la quincuagésima octava encíclica del papa León XIII. La encíclica datada el 10 de julio de 1895 se dirige a los obispos belgas y trata sobre la deseable respuesta de los católicos en las condiciones sociales en que se encuentra el país.

## Contexto histórico
En 1878, cuando León XIII accede al pontificado, el gobierno belga del partido liberal era presidido por Frère-Orban, un alto dignatario de la masonería, quien en 1879 hizo aprobar por la cámara legislativa de su país un ley que establecía la escuela neutra, de la que se excluía cualquier enseñanza religiosa, reemplazada por una moral laica; la oposición del episcopado belga a esta legislación fue rotunda, y el gobierno intentó -sin éxito- que el papa hiciera que los obispos aceptasen la situación. Ante la negativa del papa, el Bélgica rompió en 1880 sus relaciones con la Santa Sede.
Los católicos, agrupados en la Asociación Católica Belga, reaccionaron vigorosamente, y lograron montar una amplia red de escuelas libres. Además, en las elecciones legislativas de 1884, los liberales perdieron la mayoría, que pasó al Partido Católico, que se mantendría en el poder hasta 1919. Jules Malou, nombrado primer ministro tras esas elecciones incluyó entre sus primeras medidas incluyó el restablecimiento de las relaciones con la Santa Sede, y una nueva legislación escolar, que recogía las peticiones que venían formulando los obispos.
La cuestión social había adquirido en aquellos años especial gravedad; en 1891 publicó León XIII la encíclica Rerum novarum, en la que señala la necesidad de hacer frente a esta cuestión y orientaba la acción de los católicos en este campo. La aplicación de estas enseñanzas en Bélgica produjo una fuerte controversia entre los católicos, en la que destacó la actitud de un sacerdote de Aalst, Adolf Daens. Aunque la encíclica no se refiere expresamente a él, su participación en la política belga es una buena muestra de la división entre los católicos que la encíclica desea evitar.
En efecto, Daens causó en esos años una fuerte controversia en el ambiente católicos preocupado por la situación de los obreros en Aalst, entró en contacto con los líderes vecinales y con algunos socialistas, se opuso a la postura de Charles Woeste, diputado del Partido Católico en representación de ese condado, y fundó un nuevo partido, el Christene Volkspartij (CVP), que representó como diputado en el parlamento.

## Contenido
Permoti Nos praecipua quadam in nationem vestram benevolentia, atque complurium rogatu civium adducti, peculiares curas ad catholicos Belgas gravi in re convertimus.
Movidos por una especial benevolencia hacia vuestra nación y guiados por la petición de varios ciudadanos, dirigimos nuestra especial preocupación a los católicos belgas en esta grave situación.

El papa se refiere enseguida a esa preocupación: el desacuerdo entre los católicos belgas sobre el modo de afrontar la cuestión social. Una cuestión que no ha dejado de abordar, aplicando las enseñanzas de la sabiduría cristiana sobre esta materia, de una manera adecuada a la época y a las costumbres, lo que ha supuesto beneficios para los individuos y para los estados. Considera que esos frutos se han producido también entre los católicos belgas, aunque no han sido tan grandes como se esperaba, porque, aunque movidos por buenas intenciones, algunos católicos han buscado orientación fuera de la Iglesia, lo  que además ha producido discordias entre los católicos. 
En contraste con esta situación, el papa recuerda la unidad con que los católicos hicieron frente al problema escolar, y los frutos que se obtuvieron al actuar todos de mutuo acuerdo. Para resolver la situación actual recomienda a los obispos que se reúnan en un congreso tan pronto como les sea posible, de modo que tras compartir los distintos puntos de vista, podrán hacerse cargo de la situación y considerar los medios que han de ponerse para resolverla. Es una cuestión que no puede abordarse desde un único punto de vista, pero consideradas todas las cuestiones ha de atenderse ante todo a lo atañe a la religión y a la moral, de modo que tras las conclusiones de este congreso, 

La acción emprendida por los católicos partiendo de los mismos puntos y recorriendo, en la medida de lo posible, los mismos caminos, debe considerarse en todas partes como una y la misma acción. En consecuencia, esta acción debe ser honesta, vigorosa y productiva. Para facilitar esto, los católicos deben desear y perseguir urgentemente sólo aquellas metas que realmente se consideren conducentes al bien común, con preferencia a sus propias opiniones e intereses personales.

La encíclica incluye algunas criterios que deben tenerse en cuenta al estudiar esta cuestión en el congreso que recomienda: 1) hay que tener presente el papel que desempeña la religión en la paz social y en la resolución justa de los problemas, 2) el necesario respeto al poder político, 3) el cuidado de las escuelas; 4) la orientación espiritual de las asociaciones que promueven el comercio y la artesanía; y 5), la cooperación pacífica que debe darse entre empleados y empresarios.
La encíclica resumen de algún modo el mensaje con una petición a los obispos

Diríjanse a los católicos en Nuestro nombre y adviértanles que se abstengan completamente de toda controversia y argumentación sobre estos temas, ya sea en reuniones o en periódicos y publicaciones similares. Más especialmente, instándolos a que dejen de culparse unos a otros y a no anticipar el juicio de la autoridad legítima. [...]

Que actúen más bien en el más estrecho concierto para oponer todos sus planes y fuerzas a la maldad del socialismo, que muy claramente causará males y grandes pérdidas..

Un peligro, el de la división de los católicos, al que ya había llamado la atención a los obispos belgas en 1881, en su encíclica Licet multa; y el peligro del socialismo, sobre el que el papa ha alzado su voz frecuentemente y con fuerza, tal como se recoge en su encíclica Rerum novarum. Concluye la encíclica pidiendo el auxilio divino para la tarea encomendada a los obispos, e impartiendo a ellos, el clero y el pueblo la bendición apostólica.